# Hans Westerhof
Hans Westerhof (* 24. November 1948 in Terborg) ist ein niederländischer Fußballtrainer und Ex-Fußballprofi.

## Karriere

### Als Spieler
In den Jahren 1975 bis 1977 bei BV Veendam und 1977 bis 1981 bei Cambuur Leeuwarden spielte Hans Westerhof jeweils in der Eerste Divisie.

### Als Trainer
Nach seinem Karriereende mit 33 Jahren trainierte Westerhof 1982 erstmals einen Verein. Drei Jahre lang – bis 1985 – war er Trainer des Amateurvereins ONS Sneek. Anschließend leitete er drei Jahre lang den Asser Christelijke Voetbalclub. Im Jahr 1988 unterschrieb er einen Vertrag beim FC Groningen, wo er vier Jahre lang als Trainer arbeitete. Es folgte ein Jahr als Cheftrainer beim niederländischen Spitzenclub PSV Eindhoven und ein Jahr als Leiter der Jugendabteilung des Clubs. Anschließend kehrte er für weitere drei Jahre nach Groningen zurück.
Im Jahr 1997 zog es Hans Westerhof zum niederländischen Rekordmeister Ajax Amsterdam, dessen hervorragende Jugendabteilung er drei Jahre lang betreute. Zwischenzeitlich war er in der Saison 1999/2000 als Interimstrainer aktiv. Von 2000 bis 2002 war er Chefcoach bei Willem II Tilburg.
In der Saison 2002/2003 war er erstmals als Trainer im Ausland tätig und übernahm den mexikanischen Erstligisten Deportivo Guadalajara. Es folgten zwei Jahre Pause und ein einjähriges Engagement beim amerikanischen Proficlub C.D. Chivas USA. In der Saison 2007/2008 betreute er erneut einen Club aus Mexiko – diesmal Necaxa. Vom Sommer bis zum Dezember 2008 war er Trainer beim niederländischen Erstligisten Vitesse Arnheim.